# 共和薬品工業
共和薬品工業株式会社（きょうわやくひんこうぎょう）は、大阪市北区に本社を置くジェネリック医薬品メーカー。

## 概要
- 代表者：代表取締役社長　稲村稔
- 所在地
  - 本社：大阪市北区中之島3丁目2番4号中之島フェスティバルタワーウエスト27階
  - 工場：兵庫県三田市テクノパーク11-1・鳥取県鳥取市南吉方3-201-2
  - 研究所：兵庫県三田市ゆりのき台6-7-2

## 沿革
- 1954年1月 - 創業
- 1988年6月 - 大阪市淀川区西中島新大阪森ビル（現・MTビル1号館）に本社移転
- 1989年1月 - 兵庫県三田市テクノパークに工場を移転
- 2005年7月 - インドの製薬大手ルピン社と協力契約を締結
- 2007年10月 - インド・ルピン社（Lupin）と資本提携し、ルピン社が株式の過半数を取得
- 2008年11月 - ルピン社の完全子会社となる
- 2011年5月 - 物流センターを神戸市東灘区から尼崎市に移転
- 2011年11月 - アイロム製薬株式会社（現：共和クリティケア株式会社）の全株式を取得
- 2017年3月 - 鳥取県鳥取市に鳥取工場竣工
- 2017年12月 - 大阪市北区中之島に本社移転
- 2019年11月 - ルピン社は、ユニゾン・キャピタル社に保有する全株式を約570億円で売却すると発表[1]
- 2019年12月 - ルピングループから独立[2]
- 2024年3月 - 株式譲渡に伴い、投資ファンドのジェイ・ウィル・パートナーズとメディパルホールディングスが設立した合同会社ジェイ・イー・エイチが親会社となる。
- 2025年7月1日 - 同日発足した持株会社・アンドファーマの傘下となる[3]。

## ブランド
「AMEL」
「アメル"AMEL"」は共和薬品工業の企業ブランド（登録商標）である。

## 不祥事
- 2021年8月23日、共和薬品工業は異物（人毛）の混入を確認したとして「消化酵素剤・ベリチーム配合顆粒」の自主回収を発表した[4]。
- 2022年3月28日、国の承認を受けていない添加剤を使用して医薬品を製造したとして、大阪府は共和薬品工業に10日間の業務停止と業務改善を命じた[5]。兵庫県は同社三田市の工場に33日間の業務停止を命じた[6]。